# Alena Hatvani
Alena Hatvani, de soltera Kosinová (Mariánské Lázně, Chequia; 1975 - Alicante, España; 15 de agosto de 2021), fue una culturista profesional checa.
Fue una de las culturistas checas más exitosas y fue competidora profesional en la organización IFBB. Su mejor resultado fue en la Ben Weider Legacy Cup de Nueva Zelanda de 2017, donde ganó el oro en la categoría de físico femenino. Su sueño, sin embargo, era competir por el Ms. Olympia. De hecho, se había clasificado para la competición de 2020, pero no pudo participar debido a la pandemia de coronavirus.
Murió repentinamente en agosto de 2021 antes de la competición que iba a celebrarse en Alicante, ciudad española ubicada en la Comunidad Valenciana. Estaba casada y tenía dos hijos.

## Historial competitivo

### Carrera en física
- 2017 - Ben Weider Legacy Cup New Zealand – 1º puesto
- 2017 - IFBB Arnold Amateur Australia – 3º puesto
- 2017 - IFBB Amateur Olympia España – 5º puesto
- 2017 - IFBB Arnold Amateur Europa – 5º puesto
- 2018 - IFBB International Cup Grand Prix Russia – 3º puesto
- 2019 - Czech Open Cup Pro Qualifier – 1º puesto

### Carrera en culturismo
- 2019 - IFBB Romania Muscle Fest Pro – 4º puesto
- 2020 - IFBB Europa Pro Championships – 2º puesto
- 2021 - IFBB Mr Big Evolution Pro – 5º puesto